# Tree (Gaelic Storm album)
Tree er det tredje studiealbum fra det keltiske band Gaelic Storm. Det blev udgivet d. 19. juni 2001.

## Spor
1. "Beggarman"
2. "Before the Night Is Over"
3. "Johnny Tarr"
4. "Swimmin' in the Sea"
5. "The Plouescat Races"
6. "Black Is the Colour"
7. "Mary's Eyes"
8. "New York Girls"
9. "An Poc Ar Buile"
10. "Thirsty Work"
11. "I Thought I Knew You"
12. "Go Home, Girl!"
13. "Midnight Kiss"
14. "Walk Through My Door"